# Robert-Schuman-Gymnasium Cham

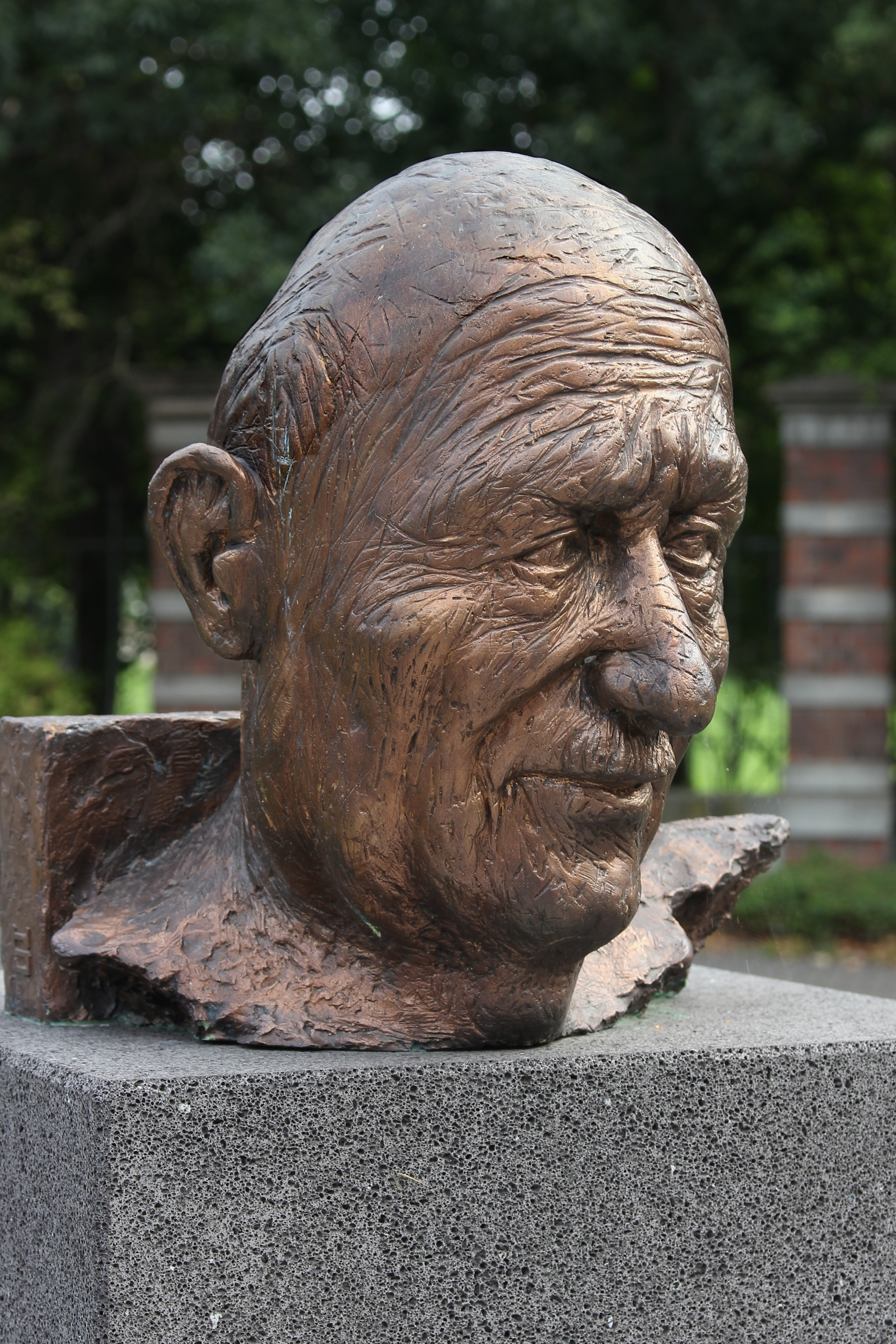
Robert Schuman (1886–1963), Namensgeber der Schule

Das Robert-Schuman-Gymnasium Cham (kurz: RSG) ist eines von zwei Gymnasien in Cham, der Kreisstadt des gleichnamigen Landkreises im Regierungsbezirk Oberpfalz in Ostbayern. Namensgeber ist der ehemalige französische Premierminister  Robert Schuman. Im Schuljahr 2022/23 umfasste das Gymnasium 560 Schüler (verteilt auf die Jahrgangsstufen 5–12) und 52 hauptamtliche Lehrkräfte.
Die Schule ist 2022 aufgrund einer Generalsanierung des Gebäudes übergangsweise in die ehemalige Gerhardinger Realschule (Klosterstraße 9, 93413 Cham) umgezogen.

## Geschichte
Nach dem Ende des Zweiten Weltkriegs stiegen die Schülerzahlen im Landkreis Cham stetig an. Im Jahr 1967 besuchten 1321 Schülerinnen und Schülern die „Oberrealschule mit Gymnasium Cham“. Damit war sie im Schuljahr 1967/68 die zweitgrößte staatliche Schule Bayerns.
Daher erfolgte eine Schulteilung im Schuljahr 1968/69: Das Naturwissenschaftliche und Neusprachliche Gymnasium verblieb unter dem Namen „Joseph-von-Fraunhofer-Gymnasium“ im angestammten Gebäude in der heutigen Dr.-Muggenthaler-Straße, während das Humanistische und Neusprachliche Gymnasium als „Robert-Schuman-Gymnasium“ im 1968 neu errichteten Gebäude an der Pfarrer-Lukas-Straße den Unterrichtsbetrieb aufnahm.
Im zweiten Jahr des Bestehens mussten die Schulgebäude aufgrund des großen Andrangs vergrößert werden. Der vierstöckige Erweiterungsbau wurde im September 1971 bezogen. Im Jahr 1980 wurde ein Aufzug eingeweiht. Im Sommer 1987 erfolgten Arbeiten im Außenbereich des Schulgebäudes und im darauffolgenden Jahr wurde die Schule erstmals generalsaniert. Hierbei wurden die Fenster ausgetauscht und das Flachdach zu einem schrägen Dach umgebaut. 2007 bezog die Schule ein neues Gebäude mit Mensa. Die beiden Turnhallen wurden in den Jahren 2011/12 grundlegend saniert.

## Schulleiter
Die Schule hat seit ihrer Gründung die sechste Leitung.
- Ernst Pilz: 1968–1985
- Herbert Schneider: 1985–2003
- Gerhard Pschorn: 2003–2009
- Günther Habel: 2009–2019
- Angela Schöllhorn: 2019–2022
- Rudolf Zell: seit 2022

## Schulprofil
Die Schule ist ein humanistisch-neusprachlich und wirtschaftswissenschaftliches Gymnasium.
- Englisch kann in der fünften Jahrgangsstufe als erste Fremdsprache gewählt werden oder folgt verpflichtend als zweite Fremdsprache in der sechsten Jahrgangsstufe.
- Latein kann in der fünften Jahrgangsstufe als erste Fremdsprache gewählt werden oder folgt verpflichtend als zweite Fremdsprache in der sechsten Jahrgangsstufe.
- In der achten Jahrgangsstufe kann zwischen dem humanistischen Zweig mit dem Fach Altgriechisch, dem neusprachlichen Zweig mit dem Fach Französisch und dem wirtschaftswissenschaftlichen Zweig mit dem Fach Wirtschaft und Recht gewählt werden.
- In der zehnten Jahrgangsstufe kann das Fach Latein durch die spät beginnende Fremdsprache Spanisch ersetzt werden.
- Die Schule bietet eine Einführungsklasse in der zehnten Jahrgangsstufe an.[2]

Wahlfächer und Arbeitsgruppen
Es werden unter anderem diese Wahlfächer bzw. Arbeitsgruppen angeboten:
- Abenteuersport
- Aquarium
- Big Band
- Chor
- DELF Zertifikat
- Hauswirtschaft

- Ideen machen Schule
- ICDL-Internationaler Computerführerschein
- Jugend gründet
- Lehrmittelfreie Bücherei
- Rhetorik
- Robotik
- RSG Radio (Schulradio)
- RSG Times (digitale Schülerzeitung)
- Schulgarten
- Schulimkerei
- Schulsanitäter
- Modern Dance
- Textverarbeitung
- Theater
- Tschechisch
- Tutoren
- Elektronik & 3D-Druck[6]

## Zukunft
Ab dem Jahr 2022 sollte die Schule unter Leitung des Architekten Wolfgang Obel einer Generalsanierung unterzogen werden. Hierbei sollte die Eingangssituation komplett neu gestaltet und neue Fachräume gebaut werden. Außerdem wäre der bislang ungenutzte Lichthof zu einem überdachten Atrium umgebaut worden. Während der geschätzten Bauzeit von drei Jahren sollte die Schule in das Gebäude der ehemaligen Gerhardinger Realschule Cham umziehen. Anfänglich beliefen sich die Baukosten für den Umbau auf 22 Millionen Euro.
Nach einer Kostensteigerung auf insgesamt 38 Millionen Euro entschied der Kreistag sich von dem Architekten zu trennen und die Pläne für den Umbau zu überarbeiten. Hierbei sollte ein Budget von maximal 30 Millionen Euro eingehalten werden.
Die Schule ist im Sommer 2022 in die Gerhardinger Realschule umgezogen.
Im Januar 2023 wurden die neuen Pläne zur Sanierung vorgestellt und durch den Kreisbauausschuss gebilligt. Nach den Plänen des neuen Architekten Robert Brunner sollen die Kosten 35 Millionen Euro nicht übersteigen. Mit den neuen Plänen wird von einer Absenkung des Schulgeländes abgesehen. Somit muss nicht in die grundlegende Struktur des Gebäudes eingegriffen werden. Außerdem soll der Eingang zum Gebäude in das Kellergeschoss verlegt werden und das Gebäude komplett barrierefrei umgebaut werden. Ein neu geschaffenes 3. Obergeschoss soll mit einer Lichtkuppel für das neue Atrium und einer Dachterrasse ausgestattet werden. Nach dem Abriss des alten Hausmeistergebäudes wird der Umbau im Jahr 2023 beginnen.